# 博愛精神
博愛精神（英語：Philanthropy），又稱博愛主義，字面意思是對全體人類的愛；根據傳統定義，結合20世紀政治學發展的人道主義，博愛精神是秉持為了促進自身以外人類福祉的慈善組織、捐款或捐贈物資的慈善活動或是出自人道主義救援義舉背後代表的精神。一個實踐博愛精神的人，稱為博愛主義者。
博愛精神是指由私人團體發起，為了公眾利益、提升生活品質而成立的慈善企業或發起的慈善活動。

## 歷史
博愛主義的英文Philanthopy單字來源是在公元二世紀羅馬時代希臘作家普魯塔克在解釋超人類時，使用希臘字philanthrôpía表示愛那些讓我們成為人的事物觀念。在羅馬天主教中世紀開始用慈善愛(拉丁字的 Caritas charity)、無私的愛，救贖與脫離煉獄的價值等字詞來替代希臘字philanthrôpía。到了十六世紀英國哲學家法蘭西斯·培根將希臘字philanthrôpía定義排除在園藝學之外，與「善意」同義，並連結到亞里斯多德所指的「有意識地灌輸善良言行舉止的美德觀念」。英國文學家塞繆爾·詹森博士定義英文Philanthropy為對人類的愛、善良，這個定義一直被保留並延用到今天。
博愛精神常見於天主教的傳道精神與大乘佛教等宗教提倡相對於自私心態的推己及人大愛精神；博愛精神也類似中國先秦時期墨子的兼愛學說，兼愛學說與博愛不同之處在於兼相愛交相利的論述又強調受利益為出發點。

## 具有博爱精神的慈善活動
博愛精神與立即的、短期性質的捐贈金錢物資等慈善活動最大差異是除了慈善活動外，博愛精神還包括協助者會找到被救助者需要被救助的背後原因，協助者也會幫助被救助者解決窮困匱乏的原因，通常是採用教育、醫療、心理建設或輔導就業等方式讓被救助者能自力更生，博愛精神比一般慈善捐贈與救助是較有策略的、有長遠願景、有組織的長期持續性善行義舉。
常見有博愛精神的慈善活動有以下類型：
- 設立研究型學術機構
- 設立醫療健康機構
- 救助災難或戰爭傷亡者
- 設立圖書館
- 設立美術館
- 建設公園
- 擔任醫療院所、圖書館、博物館公眾服務志工

## 歐洲
1920年以前洛克菲勒基金會就已經在歐洲設立辦公室，其中包括在英國、法國、德國、西班牙及其他國家設立醫療與科學計畫，洛克菲勒基金會也支援一次世界大戰後成立的國際聯盟醫療計畫。

### 紅十字會
1863年瑞士商人亨利·杜南用個人財力成立日內瓦社會公共福祉，後來日內瓦社會公共福祉發展為現今為人所知的紅十字國際委員會(英語：International Committee of the Red Cross, ICRC)。1870年法國與德國爆發普法戰爭，亨利·杜南領導紅十字國際委員會代表團治療受傷的士兵，亨利·杜南也因此在1901年獲得諾貝爾和平獎。在普法戰爭時法國紅十字會參與不多，戰後法國紅十字會成為形塑法國公民社會非宗教人道組織的主要力量。法國紅十字會跟陸軍的醫療服務團隊有緊密關聯，1914年之前，法國紅十字會在國內規模成長為有1,000個當地委員會、164,000名會員、21,500位受訓護士，資產規模達到2,700萬法郎。

### 法國
1885年研發出第一劑狂犬病疫苗的法國巴斯德研究院有專業的微生物學知識，可以藉此向私人機構與公眾募款製造血清，該組織可被視為製藥廠商或慈善企業。1933年爆發經濟大蕭條，法國需要福利國系統以減輕民眾負擔，一次世界大戰退伍軍人提出發行國家彩券向投機人士募集資金，以避免增加人民稅收。
美國洛克菲勒基金會在巴黎成立辦公室，並協助設計成立法國國家衛生研究院的公共醫療系統，洛克菲勒基金會也成立學校訓練法國外科醫生與護士。

### 德國
德國在歐洲大陸的博愛組織活動發展佔相當重要的地位，特別在福利國政策方面可以成為歐陸各國典範。在各君主國的王子們會從事傳統的慈善活動，如建立紀念館、公園與藝術館。19世紀初期是由大量新興的中產階級，而非社會上層精英或軍隊，成為形塑當地社會慈善活動的主力，中產階級專注在支援社會福利機構、高等教育、文化機構，甚至是協助企業工業化的育成中心。1848年後雖然中上階層失去政治權力，但是他們仍擁有足夠的財力與組織力透過慈善團體發揮力量。
德國的宗教團體因為有新教徒、天主教與猶太教等不同宗教競爭，分別採取了不同的慈善活動策略。天主教延續中世紀以來的傳統使用贖罪券募款。新教徒則沒有贖罪券概念，主要靠博愛精神信念捐款進行慈善活動，保守的新教徒博愛精神發揮在處理社會酗酒問題，照顧孤兒，實踐社會主義理念。宗教團體受託人理事會隨著德國經濟好轉獲得更多財富，另外一般教徒也時常進行公共服務。德意志帝國保守派宰相奧托·馮·俾斯麥在統一德國後，建立了世界上最早的勞工退休金制度、健康與醫療保險制度與社會保險制度。
19世紀德國中產階級受惠於國家福利政策大幅提升，得以享用國家提供的博物館、體育館、高等教育的高中、大學與醫療健康水準提升，得以比當時的英國、美國擁有更多的公民運動資源資助慈善公眾服務，此時包括德國首創的幼兒圈、研究型大學、福利國政策後續都成為英國與美國爭相模仿學習的典範。但在經過一次世界大戰後，德國因為人力、財力大受損害，1920年代的經濟蕭條，以及納粹政權為德國帶來的損失，到1945年代這段期間，德國的慈善事業活動大受損害大量減少，在19世紀蓬勃發展的慈善活動到了1945年時幾近停擺，直到1950年代德國經濟復甦為民眾帶來更多財富後，貴族階級的慈善活動時代告一段落，新興中產階級成為社會慈善活動的主角。

## 美國

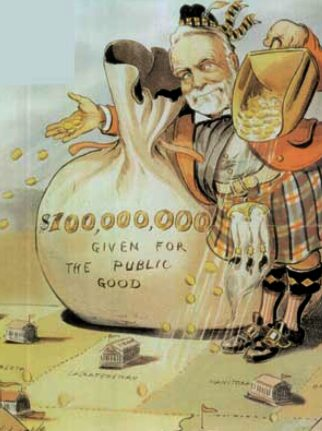
安德魯·卡內基的博愛精神。路易斯·達領波在1903年，為帕克雜誌畫的卡通

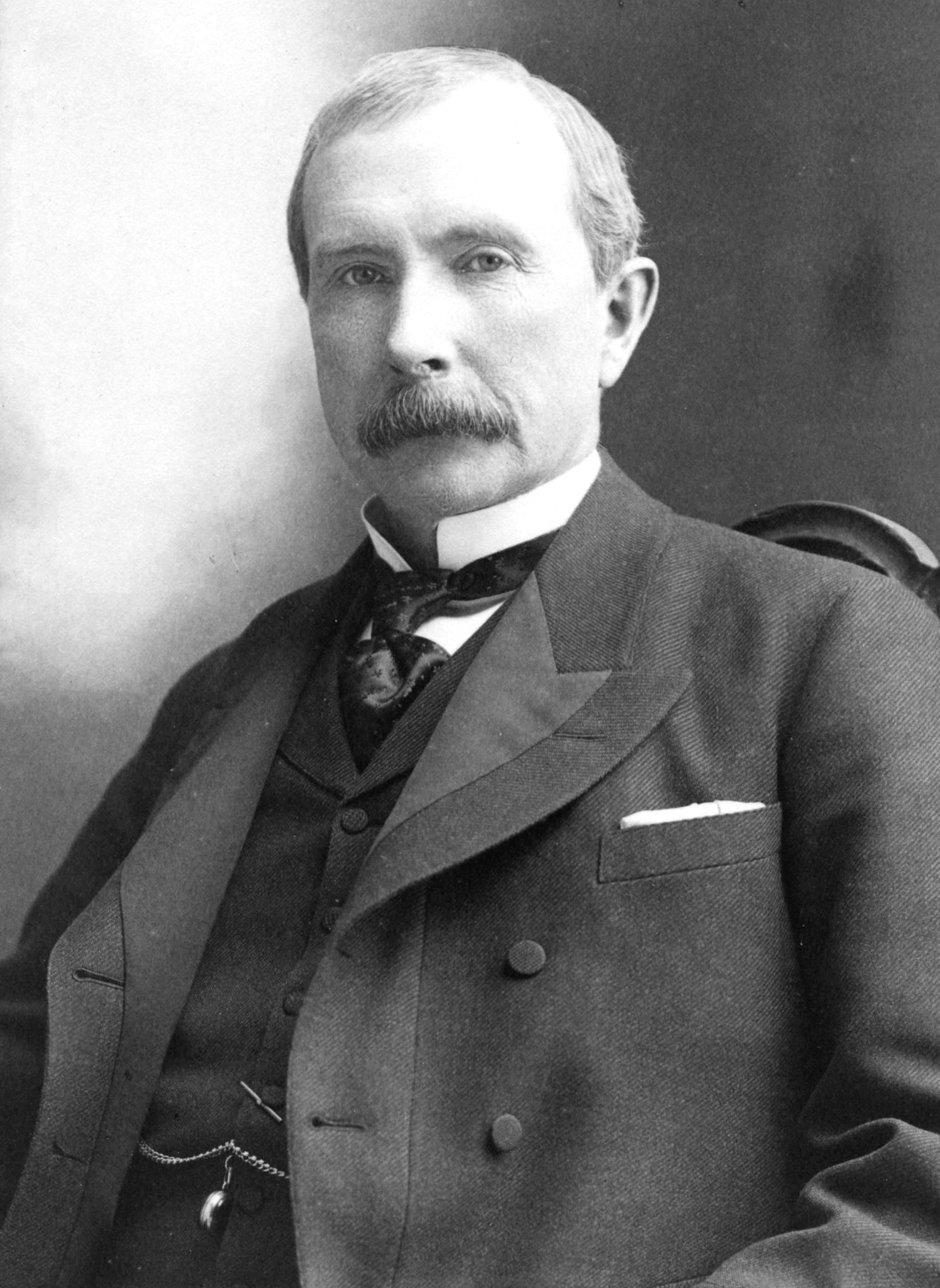
1885年的約翰·戴維森·洛克斐勒(注：老洛克斐勒)

在十三殖民地時期第一個成立的慈善組織是哈佛學院的前身新學院，主要訓練年輕人成為神職人員。領導的理論家是清教徒理論家科頓·馬瑟，他在1710年發表一篇著名文章行善(Bonifacius, or an Essay to Do Good （页面存档备份，存于）)。科頓·馬瑟擔心原本的理想主義消逝，他提倡以博愛精神奉獻的生活方式，雖然科頓·馬瑟是在天主教教會的領域發表，但他文章中的理念正是典型美國博愛精神的啟蒙思想。
美國開國元勛之一的班傑明·富蘭克林是美國博愛主義的理論家與行動家，班傑明·富蘭克林受到英國小說家、新聞記者丹尼爾·笛福的An Essay upon Projects (1697)與科頓·馬瑟在1710年發表的文章：行善兩篇作品影響，班傑明·富蘭克林激勵費城市民改善城市，包括：美國第一個會員圖書館：費城圖書館、消防局、警察局、路燈與醫院，身為物理學者的班傑明·富蘭克林也提倡設立科學學術機構，比如後來發展為賓夕法尼亞大學的濱州學院(1751)，以及提供十三殖民地科學家溝通的共同平台：美國哲學會(1743)。
直到1820年，美國富有的企業家開始發揮博愛主義精神，特別是成立私立大學與醫院。喬治·皮博迪 (1795–1869)是當代公認的博愛主義者，他是1860年代位於巴爾的摩與倫敦的金主，開始捐贈給美國圖書館與博物館，並且資助提供倫敦窮人住所，他的行為成為安德魯·卡內基與其他慈善企業家的典範。

### 安德魯·卡內基
安德魯·卡內基(1835–1919)是全美國最有影響力博愛精神領導者，他在1890年代售出鋼鐵企業後，致力於奉獻在慈善企業活動中，並直接貢獻給許多教育、文化與研究機構，他在後期最大的計畫是1911年成立的紐約卡內基慈善基金提倡並傳播知識與理解，安德魯·卡內基總共捐出2,500萬美金，後期更捐贈高達1億3千5百萬美金約佔安德魯·卡內基個人總資產的百分之90，以紐約卡內基慈善基金成立的組織包括：卡內基圖書館、美國國家研究委員會、哈佛大學的俄羅斯研究中心、兒童電視研討會、卡內基國際和平基金會、卡內基美隆大學的前身卡內基技術學院、卡內基教育提升基金會、卡內基科學機構。

### 約翰·戴維森·洛克斐勒
約翰·戴維森·洛克斐勒 (1839–1937)與久武利厄斯·羅森沃德(1862–1932)與瑪格麗特·歐立飛·思樂卡姆·賢人 (1828-1918)也是20世紀美國知名的博愛主義者，約翰·戴維森·洛克斐勒在1890年代從商業界退休後，他跟兒子小約翰·戴維森·洛克斐勒 (1874–1960) 進行了全國系統性的慈善工作，包括當代醫學的研究與應用，高等教育與科學研究。老洛克斐勒捐獻了5億3千萬美金，其中4億5千萬美金捐款用在醫療，洛克斐勒家族的首席顧問與財政管理人、也是浸信會教士的弗里德利克·泰勒·蓋茨發起許多超大型慈善計畫，參與其中的專家都致力於解決問題根源，而非只是解決眼前急迫問題。直到1950年代洛克斐勒基金會投入相當大資本在綠色革命，特別是綠色革命之父、諾貝爾和平獎得主諾曼·布勞格的工作成果讓印度、墨西哥與許多貧窮國家的農業生產力有顯著提升。

### 福特基金會
福特基金會在1940年代後期收購福特汽車公司後，已經成為全美國最大的慈善企業，藉此區隔在美國與在世界其他地區的基金運作。在美國以外的地區福特基金會設計人權組織、提倡民主，提供大量研究生獎學金給願意來美國讀書深造的外國年輕領導者，並且和洛克斐勒家族同樣大筆投資綠色革命讓貧窮國家可以顯著的提升米、小麥與其他食物的產量。福特基金會也投資大筆金錢到歐洲與世界各地的研究型大學，例如1950年代福特基金會派遣團隊協助義大利教育部進行學校教育系統改革，採用菁英領導而非泛政治化或家族任命；採用民主化教育讓所有人都有機會讀到中學以上，這種做法達到基督教民主主義與社會主義者之間的平衡，幫助提升大眾一致的教育機會與平等的受教育權。義大利教育系統成功的改革，成為福特基金會在其他國家施行計畫時的典範。
到了1950年代福特基金會嘗試在印度與非洲提倡美國司法系統，但在印度因為原本獨特的歷史、傳統與職業以及其經濟與政治制度最終失敗。福特基金會因此轉向提升印度的農業產業改革，福特基金會在非洲的改革也在1977年宣告停止。

## 相關題目
- 慈善組織
- 美國慈善企業活動（英语：Philanthropy in the United States）
- 博愛主義者、慈善企業家列表（英语：List of philanthropists）
- 最富有的慈善基金會列表（英语：List of wealthiest charitable foundations）
- 公益創投（英语：Venture philanthropy）
- 慈善基金會
- 非營利組織
- 社會企業

### 慈善組織
- 紅十字國際委員會
- 卡內基國際和平基金會
- 洛克菲勒基金會
- 比爾及梅琳達·蓋茨基金會
- 羅素·賢者基金會（英语：Russell Sage Foundation）
- 聯合國兒童基金會
- 慈濟基金會
- 食物銀行